# GP2 Asia Series
A GP2 Asia Series egy Ázsiában futó autóverseny-sorozat. Lényegében megegyezik az Európában futó GP2-vel.
Az első szezont 2008 januárja és áprilisa között rendezték meg, ekkor 5 darab 2 futamos versenyt rendeztek. Az első győztes a francia Romain Grosjean lett. Jelenleg a Speedcar Series-zel párhuzamosan fut, és a maláj, valamint a bahreini verseny az F1 betétfutamai. Az autóversenyzést népszerűsítendő Ázsiában, a legtöbb csapatnak van legalább 1 versenyzője erről a kontinensről.

## Bajnokok

### Egyéni
| Szezon | Győztes          | Második           | Harmadik         |
| ------ | ---------------- | ----------------- | ---------------- |
| 2010   | Davide Valsecchi | Luca Filippi      | Giacomo Ricci    |
| 2009   | Kobajasi Kamui   | Jérôme d’Ambrosio | Roldán Rodríguez |
| 2008   | Romain Grosjean  | Sébastien Buemi   | Vitalij Petrov   |

### Konstruktőri
| Szezon | Győztes              |
| ------ | -------------------- |
| 2010   | iSport International |
| 2009   | DAMS                 |
| 2008   | ART Grand Prix       |

## Lásd még
- GP2
- GP3

## Külső hivatkozások
A GP2 és a GP2 Asia Series hivatalos honlapja